# Месроп Вайоцдзореци
Месроп Вайоцдзореци (арм. Մեսրոպ Վայոցձորեցի), также Месроп Ерец (арм. Մեսրոպ Երեց), — армянский писатель, церковный деятель X века.

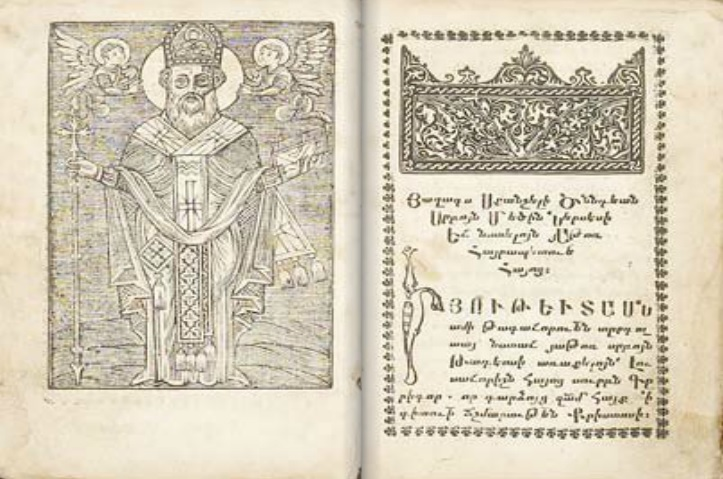
страница из книги Месропа Ереца, издание 1737 года, Константинополь

## Жизнь и творчество
Родился в селе Охоцманц области Вайоц Дзор. Был иереем, экклезиологом. В 967 году написал «Историю св. Нерсеса Партева» (арм. «Պատմութիւն սրբոյն Ներսէսի Պարթևի». Помимо литературной значимости, сочинение Вайоцдзореци является также важным историческим источником для периода середины IV века. В труде, кроме жизни и деятельности Нерсеса Великого, рассказывается история рода Мамиконянов, приводится также так называемый «Нерсесовский Гахнамак», где фигурируют имена 167-и армянских княжеских родов (в отличие от примерно 70-и в других версиях «Гахнамака»). Описывается трудное положение армянского государства IV века, и выход из этого положения Вайоцдзореци связывает с христианским Римом и совместной борьбой армян и грузин против Сасанидской Персии. Труд дошел до нас в рукописи XII века, и был дважды издан уже в XVIII веке (в 1737 году в Константинополе под заглавием «История жизни и смерти покойного святого Нерсеса Великого» (арм. «Պատմութիւն վարուց եւ մահւան երանելի առն Աստուծոյ Սրբոյն Մեծին Ներսէսի») и в 1775 году в Мадрасе, под заглавием «Отрывочная история Армении и Грузии» (арм. «Պատմութիւն մնացորդաց Հայոց եւ Վրաց»).